# Aromatitzant
Els aromatitzants o saboritzants són les substàncies o mescles de substàncies amb propietats aromàtiques o de sabor, o d'algunes o totes aquestes coses alhora, capaces de conferir o reforçar l'aroma o gust dels aliments. Sovint són utilitzats a la indústria alimentària com a additius pels aliments ultraprocessats. S'exclouen d'aquesta definició; els productes que confereixin exclusivament gust dolç, salat o àcid o aquells productes consumits com a tals amb reconstitució o sense.

## Classificació
El reglament de la Unió Europea obliga que els productes aromatitzants es marquin amb la lletra E i un nombre igual a com es fa amb els conservants.
- Aromatitzants/Saboritzants naturals: obtinguts exclusivament mitjançant mètodes físics, microbiològics i enzimàtics a partir de matèries primeres aromatitzants/saboritzants naturals.
- Aromatitzants/ Saboritzants sintètics: compostos químics obtinguts per processos químics tant els que són idèntics a compostos naturals com els artificials.

## Obtenció
- De font natural (extractes, olis essencials) de fruits, llavors, espècies; animal (greixos)
- Sintètics.

## Alguns aromatitzants artificials
- Acetat d'isoamil: aroma de banana
- Limonè: aroma de taronja
- Decadianat d'etil: aroma de pera
- Hexanoat d'alil: aroma d'ananàs

## Alguns saboritzants naturals
- Àcid cítric es troba en els fruits cítrics i donen sabor agre o àcid.
- Àcid làctic: Es troba a la llet i derivats i donen sabor àcid.
- Àcid màlic: Es troba a les pomes i altres fruits i dona sabor agre.
- Àcid tàrtric: Es troba al raïm i subproductes del vi i dona un sabor àcid.